# Fleetwood Metal Body Company
Pour les articles homonymes, voir Fleetwood.
Fleetwood est un carrossier automobile américain du début du XXe siècle spécialisé dans les carrosseries en aluminium martelé sur structure en bois. Œuvrant sur des châssis des grandes marques américaines de prestige, ainsi que sur des châssis européens importés, Fleetwood se forge une réputation d’excellence auprès d’une clientèle constituée de chefs d’états, de capitaines d’industrie et de vedettes du cinéma.
Fleetwood est racheté en 1925 par Fisher, la division carrosserie de la General Motors. Dès lors, et jusqu’en 1996, la dénomination Fleetwood est utilisée sur les modèles à la finition la plus luxueuse de la marque Cadillac.

## Origine du nom
Située dans l’est de la Pennsylvanie, dans le comté de Berks (le pays d’origine de Daniel Boone et des ancêtres d’Abraham Lincoln), à 70 km au nord-ouest de Philadelphie, entre Reading et Allentown (en), Fleetwood est une petite ville de 4 000 habitants dont les origines remontent à 1738, mais qui reçoit son appellation le 22 mars 1869, en souvenir de la ville anglaise de Fleetwood, dans le Lancashire. 
Comme beaucoup de sociétés constituées entre plusieurs associés, la firme adopte le nom de sa ville d’adoption.

## Organisation de la société
Le 1er avril 1909, un ancien forgeron, Harry C. Uhrich (1867-1947) crée une société pour fabriquer des carrosseries en métal pour automobile : la Fleetwood Metal Body Company. Il s’associe avec ses voisins artisans, persuadé de pouvoir réaliser des  produits de très haute qualité. En fait, la société prend la succession de la Reading Metal Body Company, un carrossier installé à Reading (Pennsylvanie) qui a travaillé sur des châssis des marques américaines Chadwick et SGV, ainsi que sur ceux de la firme française Rochet-Schneider et dont Uhrich était un employé.
La société est enregistrée le 9 mai 1909. Elle s’installe dans le bâtiment de fabrication de moulins de E.M. Mill sur le côté ouest de la rue Franklin. Les affaires commencent modestement sur 1 500 m² seulement de surface au sol, mais les locaux soient rapidement agrandis à 3 000 m². En 1910, ils sont de nouveau agrandis de 3 000 m². En 1912, l’activité de fabrication de moulins est arrêtée et la société s’étend à nouveau en louant l'ancien bâtiment de la société Schaeffer, Merkel & Co, ainsi que les locaux de la société Hartman & Johnson sur les rues Franklin et Locust ; les bâtiments sont achetés en 1914. Un nouveau bâtiment est érigé avec une aile qui se prolonge à la rue Locust. Un incendie le détruit le 5 juin 1917 et il est remplacé par un bâtiment moderne en briques.

## Spécificité de la carrosserie Fleetwood

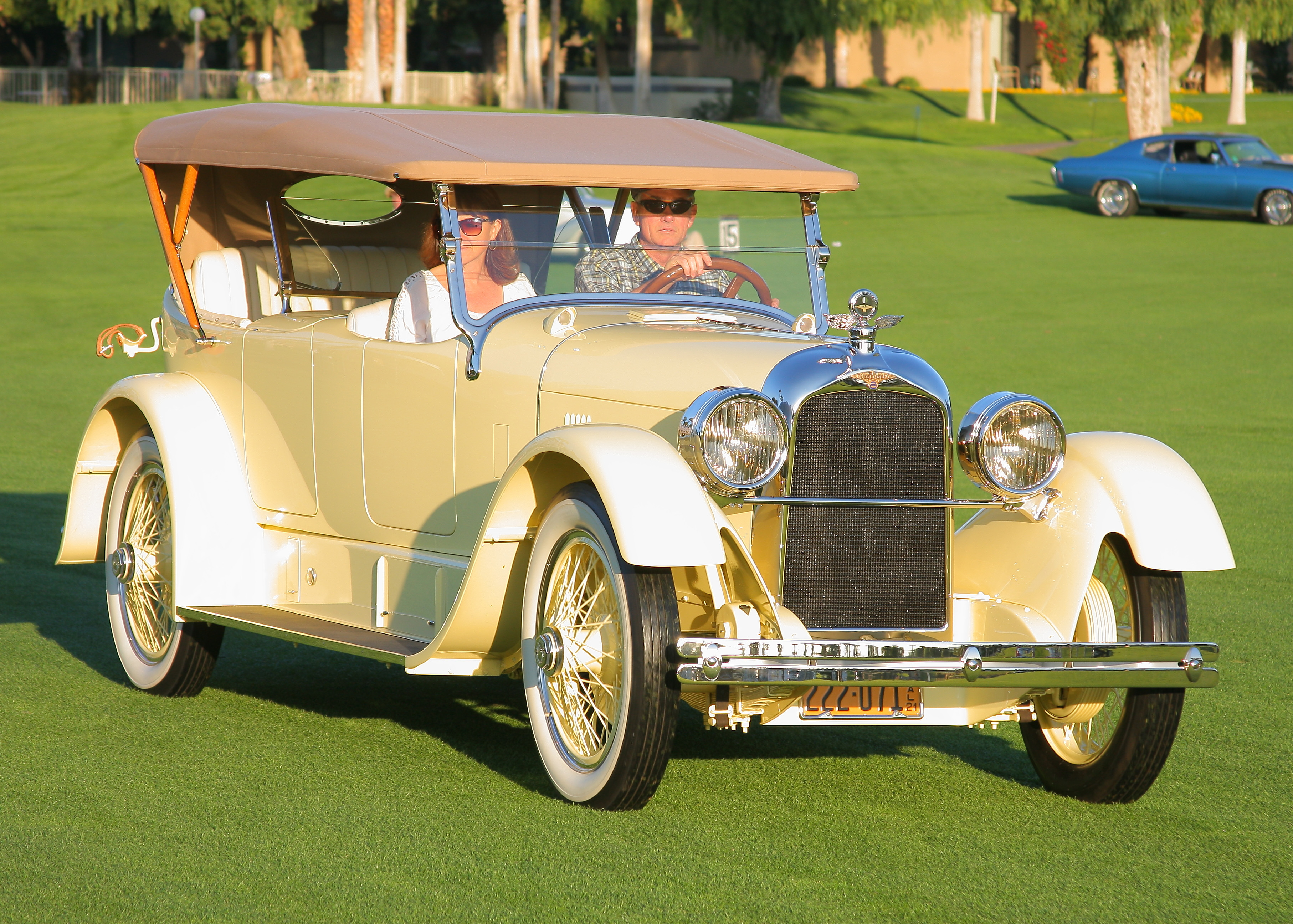
1922 Duesenberg Model A

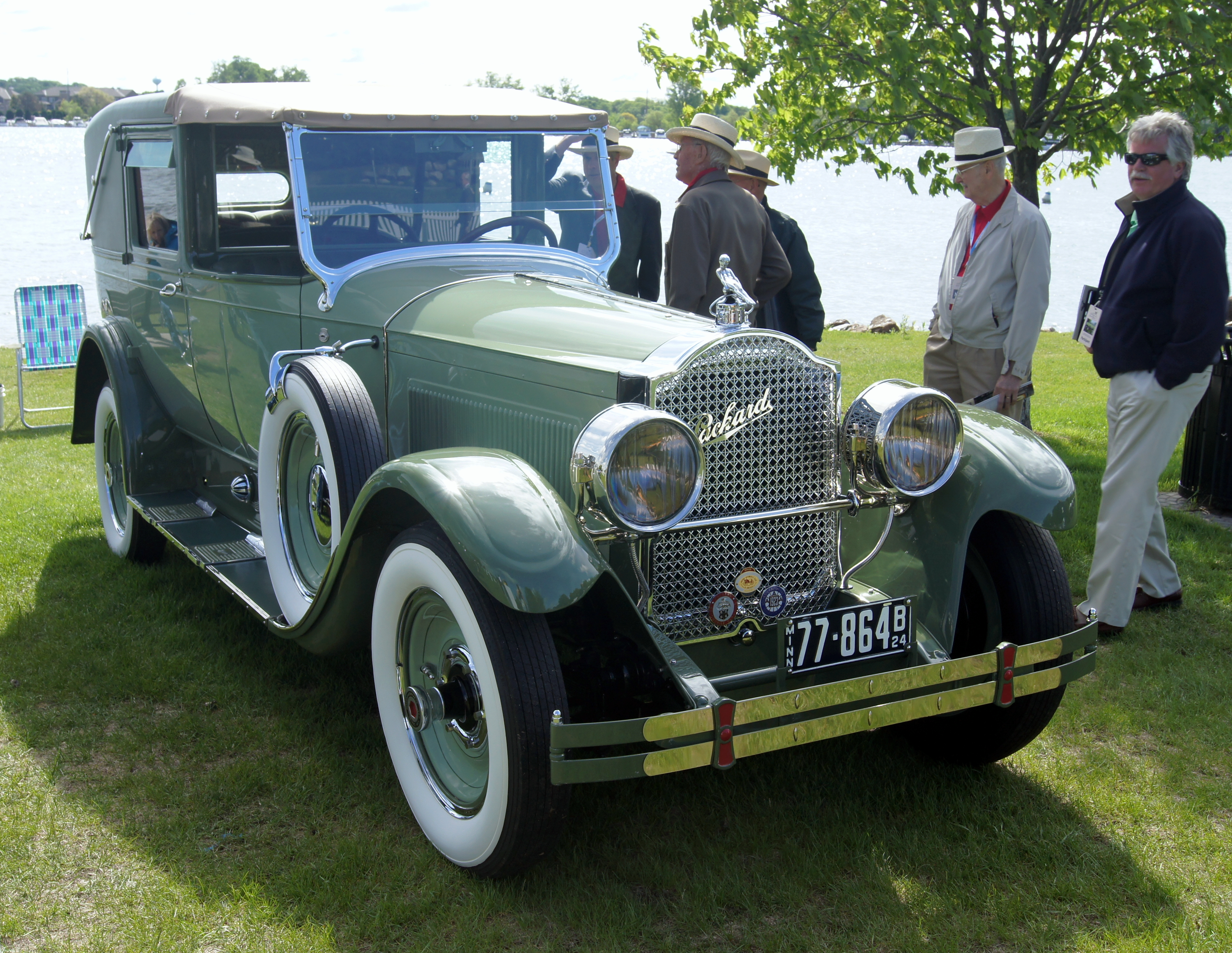
1924 Packard Town Car

L’idée d’Uhrich est d’utiliser de l'aluminium martelé à la main pour fabriquer les panneaux de carrosseries. Ces panneaux sont alors posés sur une armature en bois dur. La société Fleetwood est la première à utiliser ce procédé. Il s’agit d’un processus beaucoup plus facile et économique que de produire des matrices pour emboutir des éléments en acier.
Au fil des ans, Fleetwood carrosse des modèles de nombreux constructeurs, aussi bien américains (ALCO (en), Cadillac, Chadwick, Duesenberg, Ford, Fox, Lafayette (en), Lincoln, Locomobile, Packard, Pierce-Arrow, Richelieu, SVG, Simplex) qu’européens (Benz, Fiat, Isotta Fraschini, Lancia, Mercedes, Minerva, Renault, Rolls Royce).
Sa clientèle est constituée de grands industriels comme Andrew Carnegie, Vanderbilt, Rockefeller, de personnalités politiques, comme les présidents des États-Unis, la famille impériale du Japon et de nombreux maharajas indiens, ainsi que de vedettes du cinéma, comme Rudolph Valentino, Mary Pickford et Theda Bara.

## Intégration dans la General Motors
Avec le développement en masse de l’industrie automobile, le marché de la confection des carrosseries sur mesure se réduit. La situation s’aggrave encore avec la crise économique de 1920-1921. Les dirigeants de Fleetwood estiment alors que leur société a peu de chance de survivre contre les grands constructeurs automobiles dont les carrosseries produites en série s’améliorent fortement. Ils estiment en outre que les carrosseries en aluminium qu’ils réalisent n’ont plus d’avenir en face des carrosseries en acier plus résistantes.
Le 18 juillet 1925, ils acceptent l’offre de rachat formulée par Fisher, la division carrosserie de la General Motors, qui, de son côté, recherche à augmenter ses capacités de production. Le rapprochement entre les deux firmes est facilité par les nombreuses réalisations de Fleetwood sur des châssis Cadillac. Uhrich quitte alors la société. 
Dès le rachat par Fisher, la production de Fleetwood est réalisée quasiment exclusivement pour la seule marque Cadillac (et pour sa marque compagnon LaSalle) ; une ultime carrosserie pour une Packard est toutefois réalisée en 1931. Fisher utilise également Fleetwood pour expérimenter les nouvelles peintures cellulostiques de DuPont.
Pour suivre le rythme de production, la main d'œuvre augmente, passant de 400 à 700 personnes, et la production de carrosseries bondit de 80 par mois à 430. La crise économique de 1929 et 1930 réduit cependant fortement ces nombres.
Le 20 octobre 1930, un communiqué de presse annonce le transfert des activités de la société de Fleetwood à Détroit en janvier 1931. C’est un coup dur porté à la ville de Fleetwood dans cette période de crise, et le concessionnaire local de General Motors est boycotté par la population, ce qui l’oblige à fermer son affaire. De nos jours encore, les habitants de la ville achètent peu de voitures d’origine GM.
Industriellement, ce transfert est cependant préparé bien avant et les employés des deux sociétés ont largement échangé des informations et se sont rendus mutuellement visites dans leurs locaux. Le transfert des activités de Fleetwood est effectué dans l’usine n° 18 de Fisher à Detroit, où sont construites les carrosseries des Cadillac. Dès lors, l’usine n° 18 est rebaptisée usine « Fisher Body Fleetwood » et l’emblème de la marque « Fleetwood » apparaît sur les carrosseries des modèles de haut de gamme de Cadillac. Après la seconde guerre mondiale, l’appellation « Fleetwood » est attribuée aux modèles de haut de gamme de la marque. La dernière Cadillac Fleetwood est produite en 1996.

## Reconversion des activités à Fleetwood
Si beaucoup d’employés de Fleetwood rejoignent Detroit en 1931, un certain nombre d’entre eux restent sur place et cherchent à reconvertir leur ancienne usine. En 1932, ils forment la société « Fleetwood Craftsmen, Incorporated », pour fabriquer des garnitures en poils d'animal entrelacés pour le mobilier et la literie. La nouvelle société obtient de nombreux contrats pour la fabrication des matelas de couchettes et de hamacs pour la marine américaine. Au cours de la seconde guerre mondiale, près de 3,5 millions de matelas sont réalisés avec plus de 20 000 tonnes de cheveux traités. À la fin de la guerre, la société reçoit la très convoitée médaille “E” à cinq étoiles de l’Armée et de la Marine, une récompense attribuée à un nombre limité de sociétés dans tout le pays. Avec la fin de la guerre, la demande pour ce produit a décliné et la société se réoriente vers la fabrication des cheveux caoutchoutés, les principales utilisations de ce produit restant l’ameublement et la literie. Il est également employé dans l’emballage pour la protection des instruments et des tubes sensibles, les filtres et les éléments de polissage.